# Dieter Thoma
Dieter Thoma (n. 19 octombrie 1969, Hinterzarten, Republica Federală Germania, Germania) este un schior ce a reprezentat Germania, medaliat olimpic. A participat la 3 ediții ale Jocurilor Olimpice (1992, 1994, 1998) în care a câștigat o medalie de aur, o medalie de argint și o medalie de bronz.